# Odontomyia minima
Odontomyia minima är en tvåvingeart som beskrevs av Hardy 1920. Odontomyia minima ingår i släktet Odontomyia och familjen vapenflugor. Inga underarter finns listade i Catalogue of Life.